# Куриленко Віктор Сергійович
Віктор Сергійович Куриленко (нар. 1 квітня 1974) — український футболіст, що виступав на позиції захисника. Відомий за виступами у футбольному клубі вищої ліги — «Волинь», а також низці клубів нижчих ліг.

## Клубна кар'єра
Віктор Куриленко розпочав свою професійну футбольну кар'єру в клубі перехідної ліги ФК «Львів», проте зіграв у команді лише 4 матчі. Далі молодий футболіст виступав на першість області за «Карпати» із Кам'янки-Бузької. На початку 1996 року на Куриленка звернули увагу педставники клубу вищої української ліги «Волинь» з Луцька, у якому захисник дебютував у березні 1996 року в матчі проти івано-франківського «Прикарпаття». Проте у команді вищої ліги Куриленко зіграв лише 6 матчів чемпіонату та 2 матчі Кубку України, і покинув клуб. У наступному сезоні футболіст грав за клуб другої ліги «Газовик» із Комарно. У серпні 1997 року один матч футболіст зіграв за жовквівський «Гарай», деякий час грав за львівський футзальний клуб «Мета-Приватбанк». На початку 1998 року футболіст повернувся до «Газовика», у якому грав до завершення своєї професійної футбольної кар'єри в 2001 році.